# テレトーク10
『テレトーク10』（テレトークテン）は、1978年4月3日から1982年4月3日まで読売テレビで放送された夕方のローカルワイドニュース番組である。放送時間は毎週月曜 - 金曜 17:10 - 17:30、土曜 17:30 - 17:50（JST） 。土曜版のみ放送時間が異なるのは、17時台前半に『コッキーポップ』が組まれていた関係からである。
番組は4年間放送され続けたが、1982年4月5日からの『きんきTODAY』の立ち上げと『NNN JUST NEWS』の5分拡大などを中心とした抜本的な夕方の報道枠見直しが図られたのに伴い終了した。

## 歴代キャスター
いずれも男性は当時読売テレビアナウンサー。女性はフリーアナウンサー。原則として月・水・金曜日は鎌田・入野のコンビ、火・木・土曜日が岡・近藤コンビの持ち回りだった。

### 男性
- 鎌田龍児
- 下山英三
- 岡俊太郎

### 女性
- 入野智子
- 近藤三津枝